# HD 316285
HDE 316285 é uma estrela supergigante azul na constelação de Sagitário . É uma candidata a variável luminosa azul e fica a cerca de 6.000 anos-luz de distância na direção do centro galáctico.

## Descoberta
HD 316285 foi identificada em 1925 como uma estrela incomum com linhas P Cygni em seu espectro, linhas com componentes de emissão e absorção compensados por um deslocamento doppler.  Foi inicialmente classificada como uma estrela Be, embora agora seja conhecida por ser uma supergigante e a classe das estrelas Be exclua as supergigantes.  Foi incluída no catálogo do Observatório Mount Wilson de estrelas B e A com linhas brilhantes de hidrogênio (MWC) como entrada 272.  Em 1956, foi relatado que a emissão se devia a uma atmosfera em expansão, e não aos discos circunstelares de estrelas Be menos evoluídas.  Em 1972, descobriu-se que tinha um excesso de infravermelho, uma emissão excepcionalmente alta em comprimentos de onda infravermelhos devido à poeira quente circundante. 
Em 1961, HD 316285 foi catalogada como nebulosa planetária Bl3-11,  embora essa classificação tenha sido rapidamente posta em dúvida.  

## Variabilidade
HD 316285 está listada no Catálogo Geral de Estrelas Variáveis como uma estrela Be variável com um alcance de cerca de um décimo de magnitude.  O International Variable Star Index classifica essa estrela como uma variável S Doradus  e é considerada uma candidata a variável azul luminosa. 

## Propriedades
O espectro mostra que HD 316285 tem apenas 1,5 vezes mais hidrogênio do que hélio e níveis elevados de carbono, nitrogênio e oxigênio, portanto, pode ser identificada como uma estrela altamente evoluída. Foi calculado que a estrela está perdendo massa à taxa de M☉ a cada quatro mil anos através de seu vento estelar. 
HD 316285 foi identificada como uma possível candidata a supernova tipo II-b ou tipo IIn, em modelagens computacionais de estrelas de 20 a 25 vezes a massa do sol. Foi demonstrado que essas supernovas podem explodir diretamente de estrelas em uma fase LBV após passarem um tempo como uma supergigante vermelha. 
Uma possível estrela companheira foi relatada com base em uma saída helicoidal de material aparentemente originado de HD 316285. Isso seria causado por um jato sendo torcido em forma de espiral pelo movimento orbital. 